# Tampa Bay Buccaneers 2002
La stagione 2002 dei Tampa Bay Buccaneers è stata la 27ª della franchigia nella National Football League. Nella prima stagione con Jon Gruden come capo-allenatore, la squadra stabilì un nuovo primato di franchigia terminando con un bilancio di 12-4 nella stagione regolare.
Guidati da una difesa dominante, i Bucs disputarono la loro migliore della storia. Nel divisional round dei playoff batterono i San Francisco 49ers nell'ultima gara di Steve Mariucci come allenatore della squadra. A sorpresa poi, Tampa Bay vinse la sua prima finale della NFC battendo in trasferta i Philadelphia Eagles nell'ultima gara della storia al Veterans Stadium. Il cornerback Ronde Barber sigillò la vittoria con un intercetto su Donovan McNabb che ritornò in touchdown nel quarto periodo.
I Buccaneers batterono nettamente l'ex squadra di Gruden, gli Oakland Raiders, con un punteggio di 48–21 nel Super Bowl XXXVII. La familiarità di Gruden con le giocate e i giocatori dei Raiders fu decisiva, con John Lynch e altri giocatori dei Buccaneers che riconobbero gli schemi utilizzati dagli avversari nelle fasi cruciali della gara. I Bucs furono la prima squadra a vincere il Super Bowl senza le scelte del primo e secondo giro del Draft precedente, avendole scambiate coi Raiders per acquisire Gruden. Questi, all'epoca, divenne il più giovane allenatore ad avere vinto un Super Bowl.

## Scelte nel Draft 2002

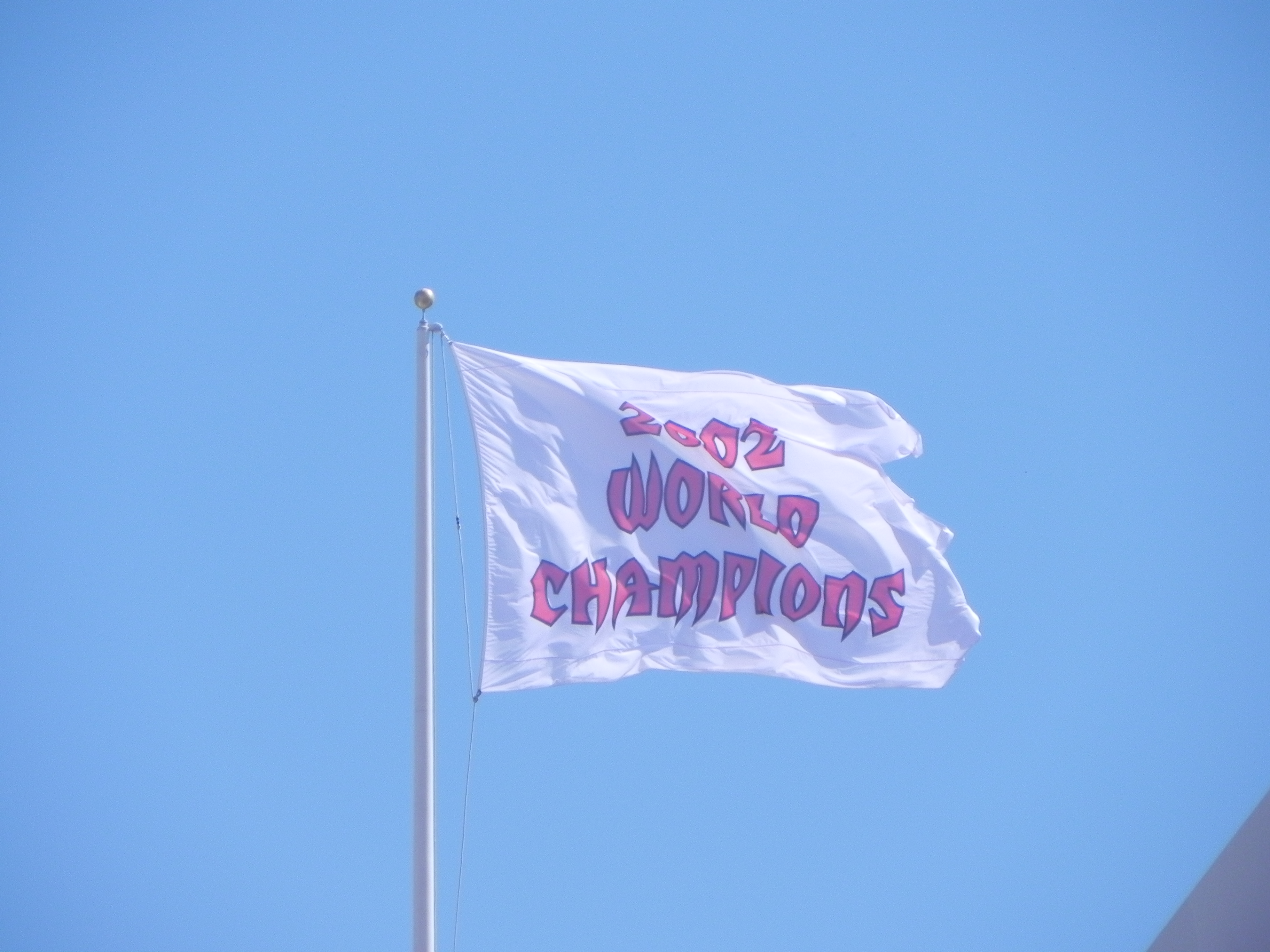
La bandiera di campioni del mondo 2002 al Raymond James Stadium.

| Ordine | Ordine | Giocatore             | Ruolo                 | College               |
| Giro   | Scelta | Giocatore             | Ruolo                 | College               |
| ------ | ------ | --------------------- | --------------------- | --------------------- |
| 1      |        | Scambiata con Oakland | Scambiata con Oakland | Scambiata con Oakland |
| 2      |        | Scambiata con Oakland | Scambiata con Oakland | Scambiata con Oakland |
| 3      | 86     | Marquise Walker       | WR                    | Michigan              |
| 4      | 119    | Travis Stephens       | RB                    | Tennessee             |
| 5      | 157    | Jermaine Phillips     | S                     | Georgia               |
| 6      | 193    | John Stamper          | DE                    | South Carolina        |
| 7      | 233    | Tim Wansley           | CB                    | Georgia               |
| 7      | 250    | Tracey Wistrom        | TE                    | Nebraska              |
| 7      | 254    | Aaron Lockett         | WR                    | Kansas State          |
| 7      | 255    | Zack Quaccia          | C                     | Stanford              |

## Calendario
| Turno      | Data                                      | Avversario                                | Risultato                                 | Risultato                                 | Stadio                                    | TV                                        | Pubblico                                  |                                           |
| Turno      | Data                                      | Avversario                                | Punteggio                                 | Record                                    | Stadio                                    | TV                                        | Pubblico                                  |                                           |
| ---------- | ----------------------------------------- | ----------------------------------------- | ----------------------------------------- | ----------------------------------------- | ----------------------------------------- | ----------------------------------------- | ----------------------------------------- | ----------------------------------------- |
| 1          | 8/9/2002                                  | New Orleans Saints                        | L 20–26 DTS                               | 0–1                                       | Raymond James Stadium                     | FOX 4:15pm                                | 65,554                                    |                                           |
| 2          | 15/9/2002                                 | at Baltimore Ravens                       | V 25–0                                    | 1–1                                       | PSINet Stadium                            | FOX 1:00pm                                | 69,304                                    |                                           |
| 3          | 23/9/2002                                 | St. Louis Rams                            | V 26–14                                   | 2–1                                       | Raymond James Stadium                     | ABC 9:00pm                                | 65,652                                    |                                           |
| 4          | 29/9/2002                                 | at Cincinnati Bengals                     | V 35–7                                    | 3–1                                       | Paul Brown Stadium                        | FOX 1:00pm                                | 57,234                                    |                                           |
| 5          | 6/10/2002                                 | at Atlanta Falcons                        | V 20–6                                    | 4–1                                       | Georgia Dome                              | FOX 1:00pm                                | 68,936                                    |                                           |
| 6          | 13/10/2002                                | Cleveland Browns                          | V 17–3                                    | 5–1                                       | Raymond James Stadium                     | CBS 1:00pm                                | 65,625                                    |                                           |
| 7          | 20/10/2002                                | at Philadelphia Eagles                    | S 10–20                                   | 5–2                                       | Veterans Stadium                          | FOX 4:15pm                                | 65,523                                    |                                           |
| 8          | 27/10/2002                                | at Carolina Panthers                      | V 12–9                                    | 6–2                                       | Bank of America Stadium                   | FOX 1:00pm                                | 72,892                                    |                                           |
| 9          | 3/11/2002                                 | Minnesota Vikings                         | V 38–24                                   | 7–2                                       | Raymond James Stadium                     | FOX 1:00pm                                | 65,667                                    |                                           |
| 10         | Settimana di pausa                        | Settimana di pausa                        | Settimana di pausa                        | Settimana di pausa                        | Settimana di pausa                        | Settimana di pausa                        | Settimana di pausa                        | Settimana di pausa                        |
| 11         | 17/11/2002                                | Carolina Panthers                         | V 23–10                                   | 8–2                                       | Raymond James Stadium                     | FOX 4:15pm                                | 65,527                                    |                                           |
| 12         | 24/11/2002                                | Green Bay Packers                         | V 21–7                                    | 9–2                                       | Raymond James Stadium                     | FOX 4:15pm                                | 65,672                                    |                                           |
| 13         | 1/12/2002                                 | at New Orleans Saints                     | S 20–23                                   | 9–3                                       | Louisiana Superdome                       | ESPN 8:30pm                               | 68,226                                    |                                           |
| 14         | 8/12/2002                                 | Atlanta Falcons                           | V 34–10                                   | 10–3                                      | Raymond James Stadium                     | FOX 1:00pm                                | 65,648                                    |                                           |
| 15         | 15/12/2002                                | at Detroit Lions                          | V 23–20                                   | 11–3                                      | Ford Field                                | FOX 1:00pm                                | 61,942                                    |                                           |
| 16         | 23/12/2002                                | Pittsburgh Steelers                       | S 7–17                                    | 11–4                                      | Raymond James Stadium                     | ABC 9:00pm                                | 65,684                                    |                                           |
| 17         | 29/12/2002                                | at Chicago Bears                          | V 15–0                                    | 12–4                                      | Memorial Stadium                          | ESPN 8:30pm                               | 55,832                                    |                                           |
| Playoff    |                                           |                                           |                                           |                                           |                                           |                                           |                                           |                                           |
| Wild card  | Qualificati direttamente al secondo turno | Qualificati direttamente al secondo turno | Qualificati direttamente al secondo turno | Qualificati direttamente al secondo turno | Qualificati direttamente al secondo turno | Qualificati direttamente al secondo turno | Qualificati direttamente al secondo turno | Qualificati direttamente al secondo turno |
| Divisional | 12/1/2003                                 | San Francisco 49ers                       | V 31–6                                    | 13–4                                      | Raymond James Stadium                     | FOX 1:00pm                                | 65,599                                    |                                           |
| Finale NFC | 19/1/2003                                 | at Philadelphia Eagles                    | V 27–10                                   | 14–4                                      | Veterans Stadium                          | FOX 3:00pm                                | 66,713                                    |                                           |
| Super Bowl | 26/1/2003                                 | Oakland Raiders                           | V 48–21                                   | 15–4                                      | Qualcomm Stadium                          | ABC 6:30pm                                | 67,603                                    |                                           |

## Premi
- Derrick Brooks:

miglior difensore dell'anno della NFL
- Dexter Jackson:

MVP del Super Bowl